# Nicolai Andersen
Nicolai Andersen (* 8. August 1862 in Schweirup; † 16. Oktober 1919 in Apenrade) war ein dänischer Sprachforscher, Redakteur und Volksdichter.

## Leben
Nicolai Andersen war ein Sohn des Malermeisters Hans Andersen (1817–1878) und dessen Ehefrau Anna Kjestine, geborene Jörgensen (1827–1865). Er erhielt Unterricht bei einem Pastor und bestand 1883 das Abitur am Johanneum in Haderslev. Von 1883 bis 1888 studierte er Mathematik und Naturwissenschaften und der Universität Kiel und der Universität Leipzig. Er beendete das Studium ohne Examen. 
Ab 1888 arbeitete Andersen als Redakteur der deutschsprachigen Ausgabe von Flensborg Avis, die unter dem Titel „Flensborg Avis“ erschien. Während dieser Zeit schrieb er zahlreiche Gedichte in heimatlichem Dialekt, die er sowohl gemütvoll, als auch satirische gestaltete. Von 1892 bis 1900 arbeitete er als Versicherungsvertreter, danach als Sekretär, Bibliothekar und Restaurateur für den dänischen Sprachverein. Die Vereinszentrale befand sich im „Folkehjem“ in Apenrade. Gemeinsam mit Hans Peter Hanssen gab er die „Sø Aa“ heraus und erstellte hierfür mehrere statistische Beiträge. 
Von 1915 bis zu seinem Tod leitete er die Redaktion der Zeitung „Hejmdal“ in Apenrade.

## Bedeutung als Sprachforscher
Nicolai Andersen setzte sich für die dänische Sprache ein und gehörte damit zu einem Kreis von Forschern um Hans Peter Hanssen. Er beschäftigte sich insbesondere mit der Verteilung der Akzente und dem Tonfall der Mundart im Bereich des Sundewitt. Er erkannte, dass es Parallelen in der Sprachmelodie mit der Dänischen und Norwegischen Sprache gab. Diese Forschungsergebnisse galten als bahnbrechend und brachten ihn in Kontakt mit Forschern aus Dänemark, die seinen Arbeiten hohe Wertschätzung entgegenbrachten. Neben Adolph Ditlev Jørgensen galt Andersen als bedeutendster Sprachforscher aus dem Gebiet Nordschleswig. 